# 立节镇
立节镇，是中华人民共和国甘肃省甘南藏族自治州舟曲县下辖的一个乡镇级行政单位。
2015年，甘肃省民政厅批复同意撤销立节乡，设立立节镇。

## 行政区划
立节镇下辖以下地区：
立节村、花年村、水地村、杰迪村、北山村、瓦土山村、拉沟村、雍瓦拉阿村和阳阴山村。